# Geoffrey Wales
Geoffrey Wales (* 1912 in Margate, Kent; † 1990 in Norwich) war ein britischer Holzschneider, Grafiker und Kunstpädagoge. Bekannt wurde er durch seine experimentellen Holzschnitte, die sich durch geometrische Abstraktion und eine reduzierte Farbigkeit auszeichnen.

## Leben
Geoffrey Wales wurde 1912 in Margate, Kent geboren. Er studierte zunächst an der Thanet School of Art und gewann 1932 einen Wettbewerb für die Gestaltung einer Spielkarte für die Firma La Rue. Mit dem Preisgeld finanzierte er sich ein Studium am Royal College of Art in London (1933–1937), wo er unter anderem von John Nash, Edward Bawden und Eric Ravilious unterrichtet wurde. Hier entdeckte er seine Leidenschaft für den Holzschnitt.
Nach seinem Abschluss begann Wales 1937 an der Canterbury School of Art zu unterrichten. Während des Zweiten Weltkriegs diente er als Leutnant der Royal Air Force. Nach dem Krieg kehrte er nach Kent zurück und setzte seine Lehrtätigkeit fort. 1953 wurde er Dozent für Grafikdesign an der Norwich School of Art, wo er bis zu seiner Pensionierung 1977 unterrichtete. Wales war mit Marjorie Skeeles verheiratet, die er während seines Studiums am Royal College of Art kennengelernt hatte.

## Werk
Das Werk von Geoffrey Wales umfasst vor allem Holzschnitte und Collagen. Seine frühen Arbeiten zeigen naturalistische Tendenzen, während seine späteren Werke zunehmend abstrakter und geometrischer werden. Er arbeitete häufig in Schwarz-Weiß und druckte seine Werke in kleinen Auflagen von meist 25 Exemplaren. Seine bekanntesten Werke sind:
- Gothic Landscape (1952): Ein monochromer Holzschnitt, der eine Tischszene mit Früchten, Blumen und Gebäuden im Hintergrund zeigt. Das Werk befindet sich in der Sammlung des Victoria and Albert Museums in London
- Crystalline Vegetable (1967/68): Ein Holzschnitt mit abstrakten Formen und einer dichten Schwarz-Weiß-Komposition.

Geoffrey Wales’ Werke wurden unter anderem von Golden Cockerel Press, Folio Society und Kynoch Press veröffentlicht.
Seine Werke befinden sich in den Sammlungen des Victoria and Albert Museum und des Ashmolean Museum in Oxford.